# RAF Sutton Bridge
RAF Sutton Bridge est une ancienne station de la Royal Air Force située à côté du village de Sutton Bridge dans le sud-est du Lincolnshire. L'aérodrome se trouvait au sud de l'actuelle A17 et à l'est de la Nene, à côté de Walpole dans le Norfolk.